# The Mind Is a Terrible Thing to Taste
The Mind Is a Terrible Thing to Taste  — четвёртый студийный альбом индастриал-метал-группы Ministry, выпущенный в 1989 году на Sire Records/Warner Bros.

## Об альбоме
Музыка Ministry приняла более агрессивное направление. В текстах песен рассматриваются такие вопросы, как политическая коррупция («Thieves»), культурное насилие («So What»), экологическая гибель и ядерная война («Breathe»), наркомания («Burning Inside») и безумие («Cannibal Song»)
Альбом достиг максимального уровня продаж в США и ему был присвоен статус золотого от RIAA за тираж свыше 500 000 экземпляров в декабре 1995 года.
Диск занял 163-е место в американском чарте Billboard 200.

## Список композиций
| №  | Название           | Авторы                                                             | Длительность |
| -- | ------------------ | ------------------------------------------------------------------ | ------------ |
| 1. | «Thieves»          | Эл Йоргенсен Пол Баркер [англ.] Крис Коннелли [англ.] Кевин Огилви | 5:02         |
| 2. | «Burning Inside»   | Йоргенсен Баркер Уильям Рифлин Коннелли                            | 5:20         |
| 3. | «Never Believe»    | Йоргенсен Баркер Коннелли                                          | 4:59         |
| 4. | «Cannibal Song»    | Йоргенсен Баркер Коннелли                                          | 6:10         |
| 5. | «Breathe»          | Йоргенсен Баркер Рифлин Коннелли Огилви                            | 5:40         |
| 6. | «So What»          | Йоргенсен Баркер Рифлин Коннелли                                   | 8:14         |
| 7. | «Test»             | Йоргенсен Баркер Рифлин K. Лайт                                    | 6:04         |
| 8. | «Faith Collapsing» | Йоргенсен Баркер Коннелли                                          | 4:01         |
| 9. | «Dream Song»       | Йоргенсен Баркер                                                   | 4:48         |

Комментарии
1. ↑  В песне использованы семплированные реплики сержанта Хартмана (персонажа Ли Эрми) из фильма «Цельнометаллическая оболочка».
2. ↑  Звуки, перемежающиеся между собой в начале песни, взяты из фильмов Джона Карпентера «Нечто» (звук сирены) и «Князь тьмы» (партия синтезатора из музыки к фильму).
3. ↑  Песня содержит семпл из фильма «Восставший из ада 2».
4. ↑  Открывающий песню 30-секундный семпл взят из фильма «Клич свободы».
5. ↑  Семплированные реплики, звучащие на протяжении песни («You have had all that money can give you, but that wasn't enough. You became a thrill seeker...»; «Kill for the love of killing.» и др.), взяты из фильма «Жестокие годы» по сценарию Эда Вуда.

Также в песне использованы семплы из фильма «Лицо со шрамом».
6. ↑  Композиция включает в себя семплированные реплики из фильмов «1984» и «451 градус по Фаренгейту».

## Участники записи
Ministry
- Эл Йоргенсен — вокал (1-3, 5, 6), гитара, программирование, продюсер
- Пол Баркер — бас-гитара, программирование, продюсер

Дополнительные музыканты и персонал
- Уильям Рифлин — барабаны, программирование, бэк-вокал (8)
- Марс Уильямс — саксофон (4)
- Крис Коннелли — вокал (3, 4), бэк-вокал (5, 6)
- К. Лайт — вокал (7)
- Джо Келли — бэк-вокал (1)
- Кайл Маккео — бэк-вокал (6)
- Джефф Уорд — бэк-вокал (5)
- Дэйв Огилви — бэк-вокал (5, 8), звукорежиссёр
- Томми Бойски — вокал (7)
- Бобби ДиБартолло — бэк-вокал (8)
- Анджела Лукацен — бэк-вокал (9)
- Кит Ауэрбах — звукорежиссёр
- Джефф Ньюэлл- звукорежиссёр
- «Dog» — дизайн обложки
- «Ill» — дизайн обложки
- Мора — дизайн обложки
- Том Янг — фотография обложки
- Том Бэйкер — мастеринг